# 19 век пр.н.е.

## Събития
- Хетска държава в Мала Азия.
- ок. 1850 пр.н.е. – се написва Московският математически папирус
- 1829 – 1818 пр.н.е. – Египетско-нубийска война.
- 1818 пр.н.е. – Египетски поход към Палестина.
- 1806 пр.н.е. – Хетска инвазия в Мала Азия.

## Изобретения, открития, нововъведения
- 1800 г. пр.н.е. – Ферментация на тесто, грозде и плодов сок.